# De Havilland Canada DHC-3 Otter

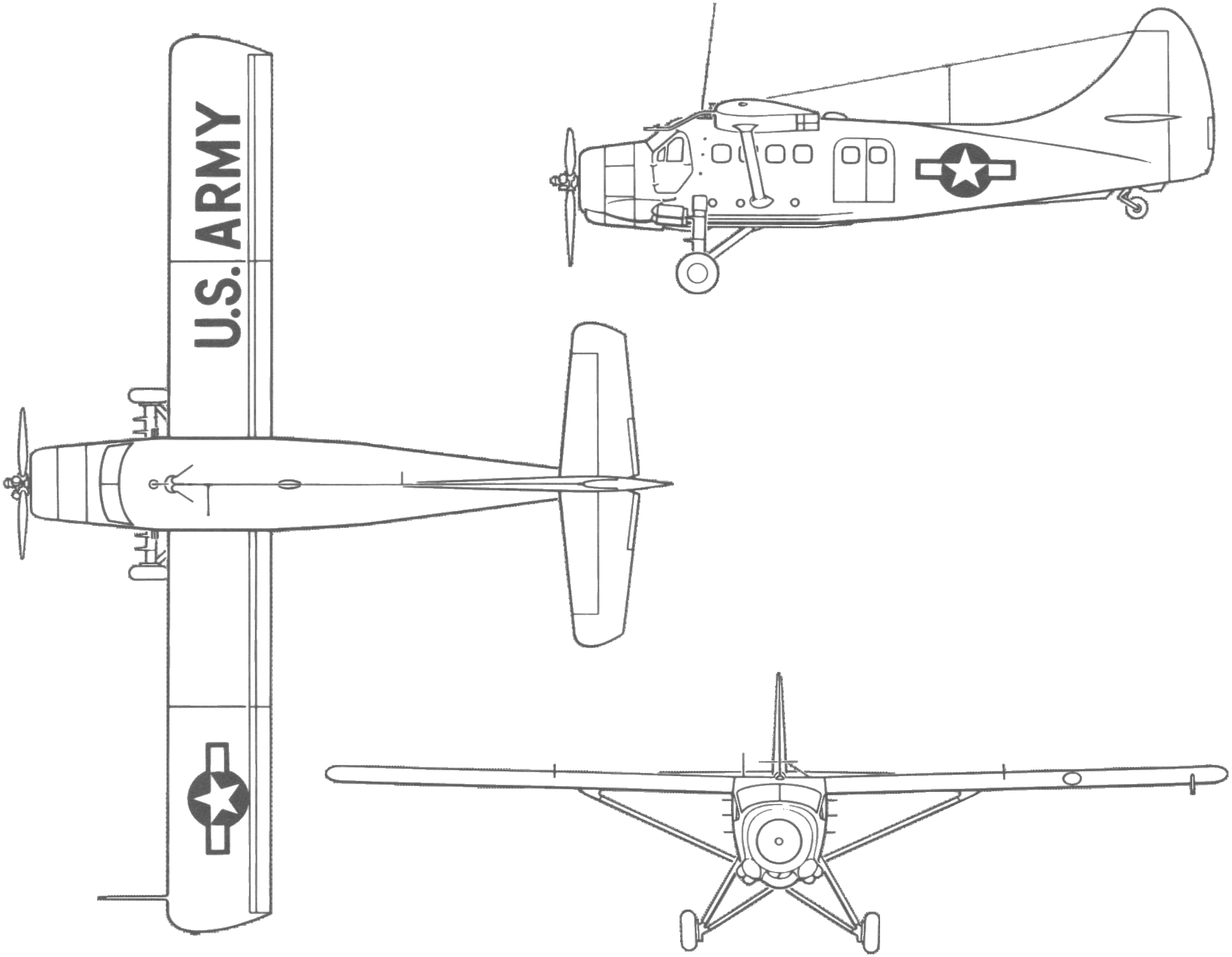
Drie aanzichten van de DHC-6

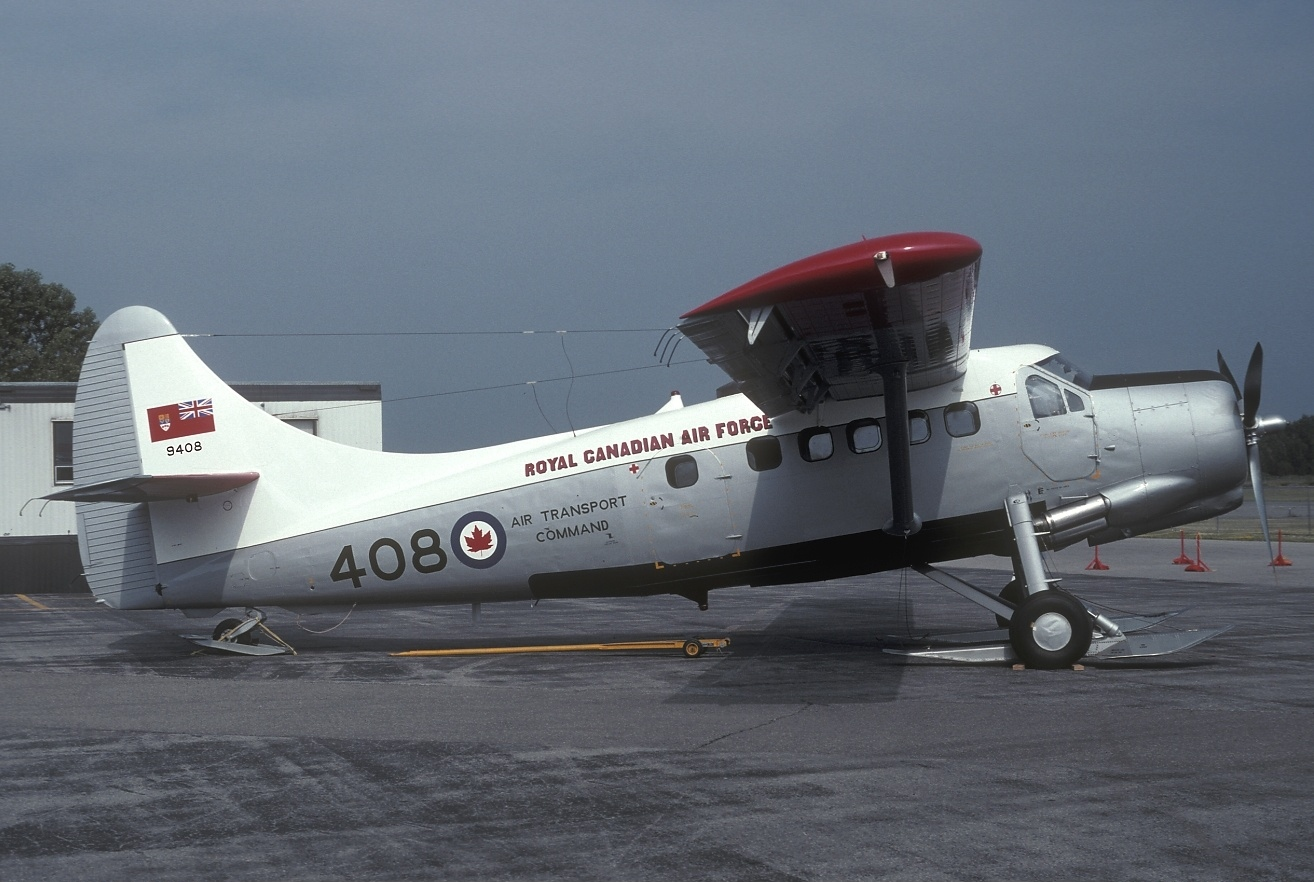
Een DHC-3 Otter in dienst van de Canadese luchtmacht

De DHC-3 Otter is een klein eenmotorig hoogdekkervliegtuig van De Havilland Canada dat in december 1951 de eerste vlucht maakte. Het vliegtuig kan zo’n 10 passagiers vervoeren en heeft slechts een korte startbaan nodig. Het landingsgestel kan bestaan uit wielen, ski's of drijvers. Het was vijftien jaar in productie en het laatste toestel verliet in 1967 de fabriek.
Begin 1951 begon DHC met het ontwerp voor de opvolger voor de succesvolle DHC-2 Beaver. De eerste vlucht met een testtoestel werd gemaakt op 12 december 1951. In november 1952 kreeg het toestel de Canadese certificering en werd de productie gestart.
De DHC-3 was een afgeleide van de DHC-2, maar was een zwaarder ontwerp en kreeg een langere romp, vleugels met een grotere spanwijdte en een kruisvormig staartstuk. Het aantal zitplaatsen in de hoofdcabine werd uitgebreid van zes naar tien of elf. Het vermogen werd geleverd door een Pratt & Whitney R-1340 met een vermogen van 450 kW of 600 pk. Net als de DHC-2 Beaver kan de Otter worden uitgerust met ski's of drijvers.
Het vliegtuig wordt voornamelijk gebruikt als passagiersvliegtuig, vooral geschikt voor bushoperaties vanaf onvoorbereide vliegvelden. De Canadese en Amerikaanse luchtmacht hebben 270 exemplaren van het toestel in dienst gehad. In Canada werd het veelvuldig gebruikt voor opsporing en reddingstaken. Een aantal vliegtuigen is uitgerust met een turboprop of met grotere zuigermotoren, zoals de 1000 pk sterke PZL ASz-62.
De productie van de DHC-3 stopte in 1967 en toen waren er in totaal 466 Otters gemaakt. In 2017 stonden nog 67 exemplaren vermeld in het FAA-register, waarvan de meeste in Alaska waren gestationeerd. Voor Canada stonden nog 117 toestellen geregistreerd.
De Otter diende als basis voor de eveneens succesvolle DHC-6 Twin Otter. 